# Anthony C. Zinni

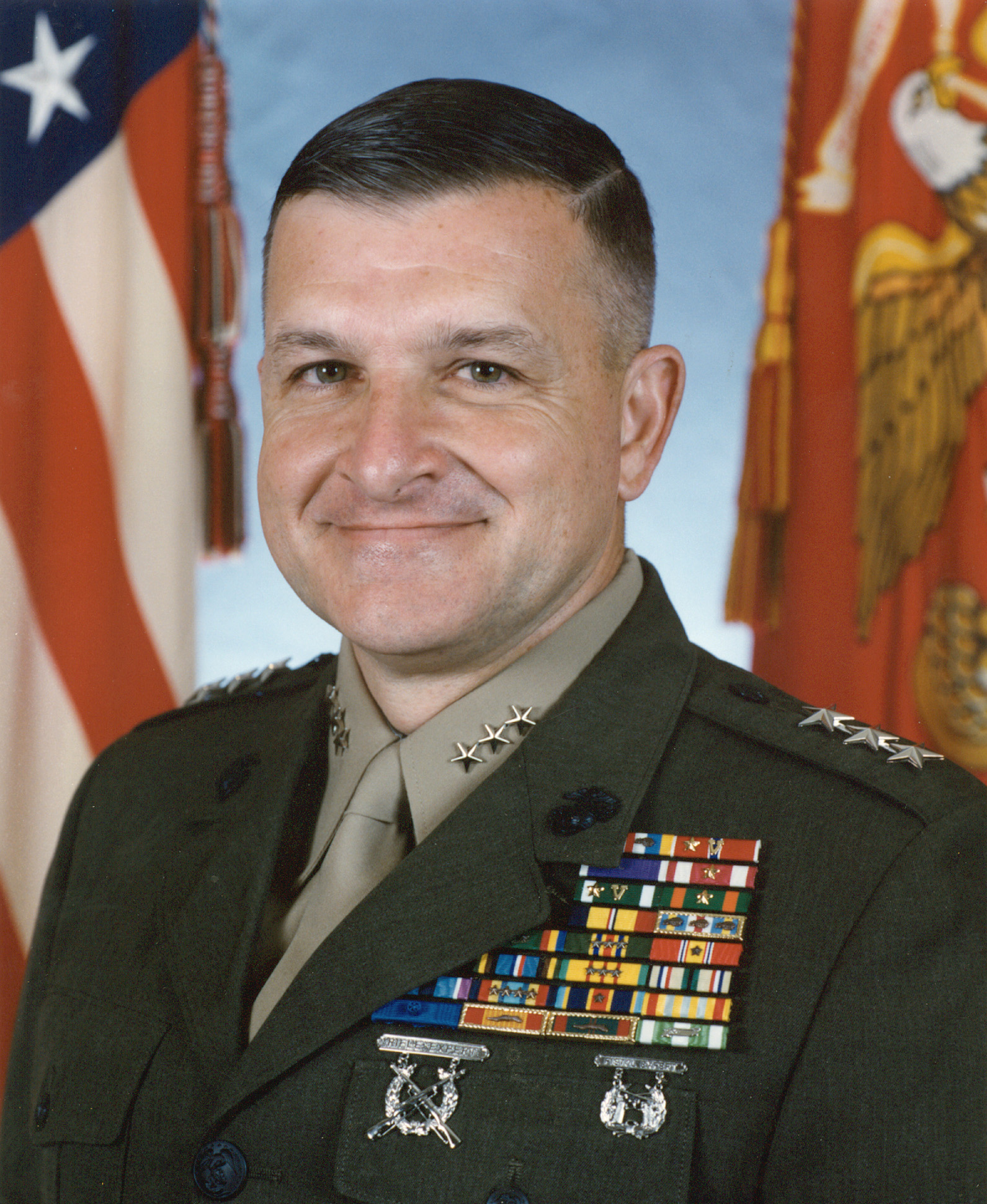
General Anthony Zinni

Anthony Charles Zinni (* 17. September 1943 in Conshohocken, Pennsylvania) ist ein ehemaliger General des United States Marine Corps und war vom August 1997 bis zum Juli 2000 Kommandeur des United States Central Command. Seit 2002 diente er als Sondergesandter der Vereinigten Staaten in Israel und gegenüber der Palästinensischen Autonomiebehörde. Am 8. Januar 2019 trat er von diesem Amt zurück.

## Militärische Laufbahn

### Ausbildung und erste Verwendungen
Zinni schloss 1965 die Villanova University in Pennsylvania ab und erhielt sein Offizierspatent als Second Lieutenant. Nach dem Abschluss an der Basic School in Quantico wurde er zur 2. US-Marineinfanteriedivision versetzt und diente als Zugführer eines Platoons, Executive Officer und Kompaniechef im 1. Bataillon des 6. US-Marineinfanterieregiments. Zudem diente er als Kompaniechef des 1. Infanterieausbildungsregiments während dieser Zeit. 1967 wurde Zinni als Militärberater einem Infanteriebataillon der Südvietnamesischen Marineinfanterie zugeteilt. Nach dieser Auslandsverwendung wurde er zurück zur Marine Corps Base Quantico an die Basic School versetzt und diente dort bis 1970 als Taktikausbilder, Zugführer und Erster Offizier einer Kompanie.
Nach dieser Ausbildertätigkeit folgte ein weiterer Auslandseinsatz im nun heißen Vietnamkrieg. Er diente in Vietnam als Kompaniechef im 1. Bataillon, 5. US-Marineinfanterieregiment, 1. US-Marinedivision. Während dieser Zeit wurde er verwundet und evakuiert und diente anschließend im 3. US-Truppenunterstützungsregiment auf Okinawa. Dort diente er als Kompaniechef und Wachoffizier. Zinni kehrte 1971 mit der 2. US-Marineinfanteriedivision nach Vietnam zurück und diente als Kompaniechef im 1. Bataillon des 8. US-Marineinfanterieregiments, als Adjutant des Kommandierenden Generals und leitender Offizier eines Infanterieausbildungszentrums. 1974 wurde er ins Hauptquartier des United States Marine Corps (HQMC) nach Washington, D.C. versetzt und war dort in der Personalabteilung tätig.
Zinni diente 1978 abermals in der 2. US-Marineinfanteriedivision, diesmal als Operationsoffizier (S3) des 3. Bataillons, 2. US-Marineinfanterieregiment; Erster Offizier des 1. Bataillons, 8. US-Marineinfanterieregiment; Erster Offizier desselben Regiments und schließlich als Kommandierender Offizier des 2. Bataillons, 8. US-Marineinfanterieregiment. 1981 wurde er dann wieder nach Quantico versetzt und übernahm dort Lehrtätigkeiten für Operationen und Taktik am Marine Corps Command and Staff College. Als Nächstes diente Zinni dann in der Operationsabteilung im Hauptquartier des US Marine Corps im Washington, D.C. als Leiter für Spezialoperationen und Anti-Terroreinsätze, sowie als Referent für das Marine-Air-Ground-Task-Force-Konzept. Im Jahre 1986 erhielt er die Chance als Mitarbeiter der Chief of Naval Operations Strategic Studies Group zu dienen. Von 1987 bis 1989 war Zinni dann auf Okinawa, Japan, stationiert und übernahm dort das Kommando über das 9. US-Marineinfanterieregiment und die 31st Marine Expeditionary Unit (31st MEU). Die 31st MEU wurde während dieser Zeit zweimal auf den Philippinen eingesetzt, um Notfallsicherheitsoperationen und Katastropheneinsätze durchzuführen. Nach seiner Rückkehr in die Vereinigten Staaten wurde Zinni Stabschef des Marine Air-Ground Training and Education Center in Quantico.

### Verwendungen als General

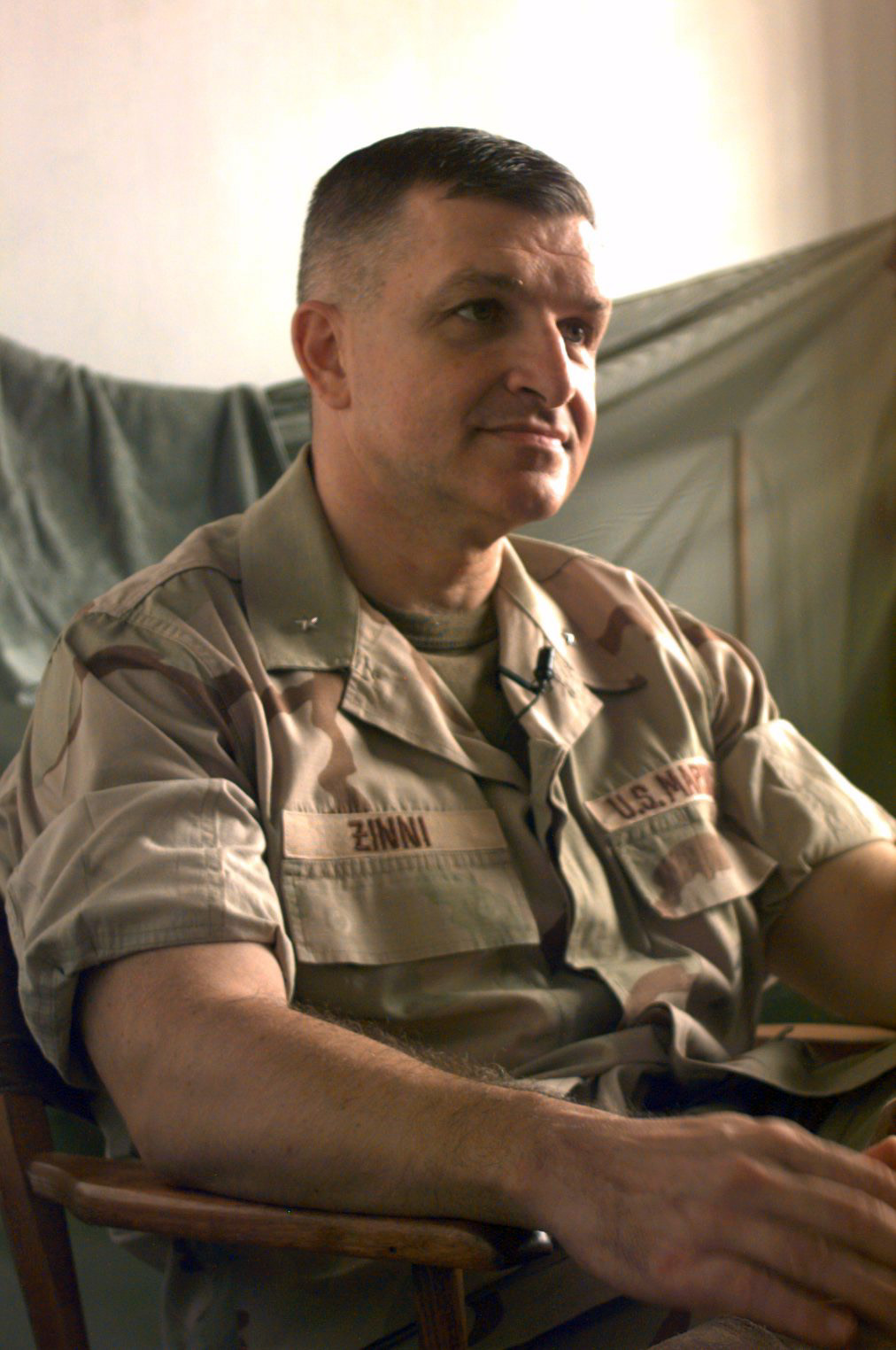
Brigadier General Zinni als Operationsoffizier (J3) der Combined Unified Task Force (CUTF) Somalia, 1993.

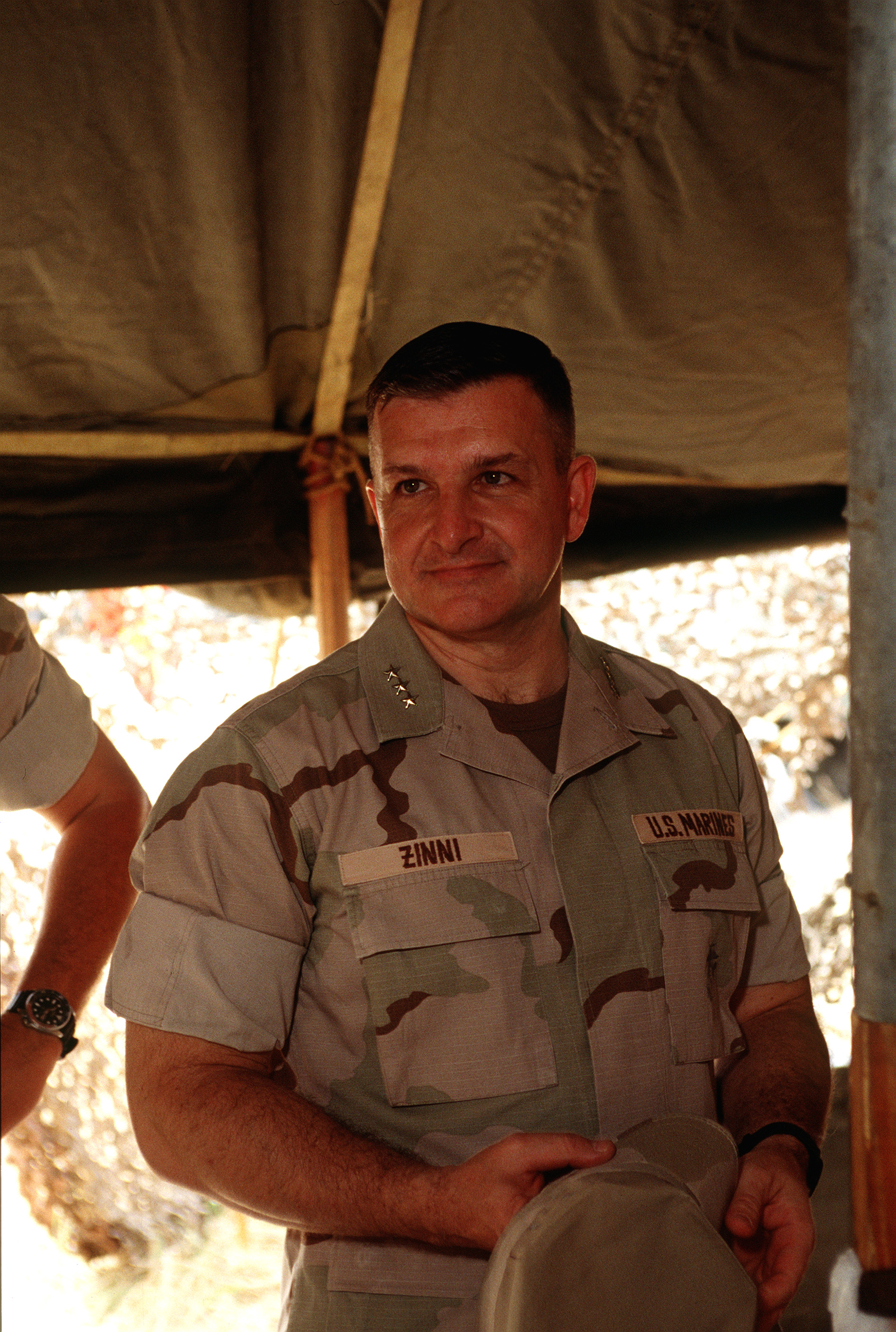
Lieutenant General Zinni als Kommandeur der Combined Task Force Somalia, 1995.

Seine erste Verwendung als Brigadier General hatte Zinni als stellvertretender Direktor für Operationen des US European Command. 1991 diente er dann unter Lieutenant General John M. Shalikashvili als Stabschef und stellvertretender Kommandierender General der Combined Task Force Provide Comfort, die die Kurden auf der Flucht aus dem Nordirak nach dem Zweiten Golfkrieg schützen sollte. Er wurde danach auch als militärischer Koordinator der Operation Provide Hope eingesetzt.
Von 1992 bis 1993 diente Zinni dann als Direktor für Operationen der Unified Task Force Somalia während der Operation Restore Hope. Zugleich war er im Jahre 1993 als Assistent des US-Sondergesandten in Somalia, Robert B. Oakley, während der Operation Continue Hope. Nach der Rückkehr in die Vereinigten Staaten wurde Zinni von 1992 bis 1994 zum stellvertretenden Kommandierenden General des US Marine Corps Combat Development Command in Quantico ernannt. Von 1994 bis 1996 übernahm Zinni dann als Kommandierender General die I. Marine Expeditionary Force (I MEF) in Camp Pendleton, Kalifornien. In dieser Verwendung kommandierte Zinni von Januar bis März 1995 die I MEF und diente zugleich als Kommandeur der Combined Joint Task Force der Operation United Shield, die unter der Leitung von General J.H. Binford Peay III. stand. Während dieser Operation schützten und evakuierten US-Truppen die gesamten UN-Blauhelme (6.200 Soldaten) aus Somalia. Danach diente Zinni vom September 1996 bis zum August 1997 unter General Peay als stellvertretender Kommandeur des US Central Command (CENTCOM), zuständig u. a. für den Nahen Osten. Am 13. August 1997 löste Zinni schließlich Peay ab und führte CENTCOM bis zum 6. Juli 2000. Danach trat er in den Ruhestand.
Zinni absolvierte die Basic School, die Army Special Warfare School, die Amphibious Warfare School, das Marine Corps Command and Staff College, sowie das National War College. Er hat einen Bachelor in Betriebswirtschaftslehre, einen Master in Internationalen Beziehungen und einen Master in Management und Steuerung.

## Nach der Pensionierung
2002 diente er als Sondergesandter der Vereinigten Staaten in Israel und gegenüber der Palästinensischen Autonomiebehörde. Zudem kritisierte er die Politik der US-Regierung unter George W. Bush und äußerte sich negativ zur Entscheidung für die Invasion des Irak 2003. Dennoch stimmte er Ende 2006 mit US-Senator John McCain 2006 überein, dass im Irak eine Truppenverstärkung nötig wäre.
Während seiner Zeit als Sondergesandter war Zinni zusätzlich Ausbilder des Instituts für Internationale Studien am Virginia Military Institute. Zurzeit ist er Ausbilder am Institut für Staatsgewalt am College of William and Mary. Zudem hat er zwei Bücher veröffentlicht, eines über seine militärische Laufbahn und das andere über Außenpolitik.

## Auszeichnungen
Auswahl der Dekorationen, sortiert in Anlehnung der Order of Precedence of Military Awards:
- Defense Distinguished Service Medal (2 ×)
- Navy Distinguished Service Medal
- Defense Superior Service Medal (3 ×)
- Bronze Star (2 ×)
- Purple Heart
- Meritorious Service Medal (2 ×)
- Navy & Marine Corps Commendation Medal (2 ×)
- Navy & Marine Corps Achievement Medal (2 ×)
- Navy Unit Commendation (2 x)
- National Defense Service Medal (2 ×)
- Vietnam Service Medal (4 ×)
- Southwest Asia Service Medal (3 ×)
- Kommandeur des französischen Nationalverdienstordens
- Kommandeur des Verdienstordens der Italienischen Republik

## Schriften
- mit Tony Koltz: Before the First Shots Are Fired: How America Can Win Or Lose Off The Battlefield. Palgrave Macmillan, 2014, ISBN 978-1-137-27938-5.
- mit Tony Koltz: Leading the Charge: Leadership Lessons from the Battlefield to the Boardroom. Palgrave Macmillan, 2009, ISBN 0-230-61265-2.
- mit Tony Koltz: The Battle for Peace: A Frontline Vision of America's Power and Purpose. Palgrave Macmillan, 2006, ISBN 1-4039-7174-9 (Vorwort Tom Clancy).
- mit Tom Clancy und Tony Koltz: Battle Ready. Grosset & Dunlap, 2004, ISBN 0-399-15176-1.